# Biesdorf
Biesdorf là một xã ở huyện Bitburg-Prüm, trong bang Rheinland-Pfalz, phía tây nước Đức. Xã Biesdorf có diện tích 5,47 km², dân số thời điểm ngày 30 tháng 6 năm 2006 là 252 người.